# Phanerotoma producta
Phanerotoma producta är en stekelart som beskrevs av Watanabe 1937. Phanerotoma producta ingår i släktet Phanerotoma och familjen bracksteklar. Inga underarter finns listade i Catalogue of Life.